# Lions de Brooklyn
Les Lions de Brooklyn (en anglais : Brooklyn Lions) étaient une franchise de la NFL (National Football League) basée à Brooklyn (New York). 
Cette franchise NFL aujourd'hui disparue fut fondée en 1926. Les Lions n'évoluèrent qu'une seule saison en NFL (1926) et utilisèrent le stade d'Ebbets Field. Au cours de la saison 1926, les Lions absorbent le club rival local des Horsemen de Brooklyn. À partir du 26 novembre 1926, c’est-à-dire pour les quatre derniers matchs de la saison, la franchise adopta le nom des Horse-Lions de Brooklyn. Les Lions stoppèrent leurs activités dès la fin de la saison.